# Levon Kendall
Levon Maxwell Simon Kendall (nacido el 4 de julio de 1984 en Vancouver, Canadá) es un exjugador de baloncesto canadiense que disputó nueve temporadas como profesional. Posee la nacionalidad irlandesa. Con 2,09 metros de altura jugaba en la posición de Pívot.

## Trayectoria deportiva
Nacido en Vancouver (Canadá), cuenta con 2,09 metros de altura y debutó en la NCAA con la Universidad de Pittsburgh tras un exitoso paso por todas las categorías inferiores de su país. Internacional absoluto, en el año 2005 consiguió estar entre los cinco mejores jugadores del Campeonato del Mundo de Baloncesto Junior después de llevar a Canadá a su primera medalla de bronce ante EE. UU.
Su experiencia profesional se circunscribe a dos temporadas en Panionios BC (2007-09), equipo con el que disputó la ULEB Cup y Euroliga además de la competición doméstica griega y Maroussi BC con el que participó en Euroliga y Esake. Sus promedios en la pasada Euroliga fueron de 4,8 puntos y 2,5 rebotes en 16,3 minutos de juego.
En agosto de 2010 ficha por el Obradoiro CAB de la liga ACB española donde al tener nacionalidad irlandesa no ocuparía plaza de extranjero.
En 2015, dejó el Herbalife Gran Canaria porque su hijo estaba enfermo (por suerte se recuperó del tratamiento).
En abril de 2016, el Movistar Estudiantes ficha al jugador como recambio para el lesionado Nacho Martín hasta final de curso. Levon viene de jugar en Puerto Rico con los Brujos de Guayama y vuelve a la Liga Endesa un año y medio después.

## Selección nacional
El jugador forma parte de la Selección de baloncesto de Canadá, tanto en categoría absoluta como en categorías inferiores.

## Nominaciones y premios
- 2005: Quitento ideal del mundial Junior de Baloncesto.
- 2012-2013: Jugador de la jornada 4 en la Liga Endesa.

## Palmarés
- 2005: Medalla de bronce en el mundial junior de baloncesto.
- 2010: Campeón de la Copa del Príncipe con el Obradoiro CAB.

## Curiosidades
Es hijo del músico canadiense Simon Kendall, teclista de la banda Dough and the Slugs. Su nombre viene del de Lavon Helm, batería de The Band.